# Tomoki Imai
Tomoki Imai (jap. 今井 智基 Imai Tomoki; ur. 29 listopada 1990) – japoński piłkarz występujący na pozycji obrońcy. Obecnie występuje w Kashiwa Reysol.

## Kariera klubowa
Od 2013 roku występował w klubach Omiya Ardija i Kashiwa Reysol.